# Nova Calabar
Nova Calabar (New Calabar) és el nom donat pels europeus a la ciutat ijo de Kalabari, a causa del fet que el nom sonava de manera similar a la ciutat efik de Calabar (que per tant fou anomenada Old Calabar o Vella Calabar). La ciutat de Kalabari avui és de menor importància, i està a l'estat de Bayelsa.

## Història
Kalabari agafa el nom d'un personatge anomenat Perebo Kala Kei bari (Home ric, estalvia una mica), fill d'Uge (Ogo) i net de Mein (ancestre del clan Mein). Perebo es va casar amb una dona de nom Mukoko d'Itimi (al país Isoko, avui Etsak a l'estat del Delta); amenaçada l'esposa per un germàm va fugir amb el seu marit a Okogba Idu, on Perebo Kala Kei bari es va fer ric amb el vorí. Allí hi vivia un poble, de soca proto-ijo, que es va posar gelós de la seva riquesa i va acabar havent de fugir a Amafa, on va fundar una nova ciutat que es va dir pel seu nom Kalabari-Polo. El fill de Perebo Kala Kei bari, Ende, va emigrar a un altre lloc que va anomenar Ebein Ama (que fou l'antiga Kalabari o elem Kalabari en contraposició a la moderna ciutat o iwo Kalabari); el seu germà Inewoa Kemibigha es va establir allí i després s'hi van establir altres comunitats. Al lloc també hi havia un assentament ijo format pels Kengema, i altres llogarets. Els Kengema eren els descendents de Ke, que dirigits pel sacerdot de la deitat Adamu, LKeni Opu Ala, foren els primers proto-ijo que van arribar a la regió del Delta vers el 800. Amb els anys els proto-ijos van fundar Ke, Kula, Adumu ama, Angu lama i Ilelema (Loloama). Els descendents d'Ende foren anomenats els Endema i venien de Ogobiri sent part de l'emigració anomenada Meine (pel clan Mein) des de Benín; un altre emigrant fou Opokoroye (Korome). Un Endema, Igodome, que havia vingut de Benin, era descendent del primer Ogiso Igodo. Tots aquests clans i els llogarets fundats van acabar més tard sota l'orbita de Kalabari que aleshores encara no portava aquest nom.
El primer rei d'Ebein Ama fou Owu Ama (Owo Ume) al que va seguir Mgbe (Opu Koroye), net o descendent d'Ende (el fundador). Després fou rei Oweiere Yai Daba (Owerri Dawa) fill d'Opuroye que havia emigrat a la zona com abans hem vist. El va seguir Igbessa I (vers 1620); els següents reis foren Berembo (conegut com a Akemaoloye o Kamalo) que els europeus coneixien com rei Robert (King Robert). Sota aquest rei la ciutat va agafar el nom de Kalabari per acord de tots els seus barris. El següent rei fou Mangi o Mangiye Suku conegut pels europeus com Duke Monmouth, que era el fill del rei Oweiere Yai Daba. Els següents reis foren Igonibo, (fill de Berembo) vers 1720, Igbessa II (Ngbessa), Omuye, Wariboko (Bokoye), Daba (Egwe o Igbo-ye Owibo) i Kalagbea. Els següents onze reis (incloent-hi l'actual) han portat el nom d'Amakiri (del I al XI).